# Evarcha natalica
Evarcha natalica là một loài nhện trong họ Salticidae.
Loài này thuộc chi Evarcha. Evarcha natalica được Eugène Simon miêu tả năm 1902.